# Baltijsk
Baltijsk (russisk: Балти́йск, tr. Baltíjsk), frem til 1946 kendt som Pillau (tysk: Pillau; polsk: Piława; litauisk: Piliava), er en by i Kaliningrad oblast i Rusland. Det er den vestligst beliggende by i Rusland og ligger ved Baltijskstrædet på Wislanæsset, cirka 40 km vest for Kaliningrad. Baltijsk har 27.032(2023) indbyggere.

## Historie
En gammelprøjsisk fiskerlandsby dukker op på kysten en gang i 1200-tallet. Navnet er afledt fra pils, det prøjsiske ord for "fort". En stor storm i 1510 skabte den store sejlbare lagune foran landsbyen og gav startskuddet til Pillaus vækst til frem til en vigtig havneby i hertugdømmet Prøjsen.
Under trediveårskrigen blev byen og havnen indtaget af Sverige, efter sejren over Polen-Litauen. Kong Gustav Adolf gik i land der med sine forstærkninger i maj 1626. Efter våbenhvilen i Altmark (1629) beholdt svenskerne Pillau, og begyndte at opgradere byens fæstningsværker. De byggede et stort fort som den dag i dag er en af byens varetegn. Efter at byens borgere i 1635 betalte 10.000 daler i løsepenge overdrog de svenske styrker byen til Brandenburg.
Inden slutningen af 1600-tallet var byen udvidet betydelig. Et fyrtårn og en stenkirke blev bygget. Peter den store af Rusland besøgte Pillau ved tre anledninger, den første i 1697 i forbindelse med hans diplomatiske rejse til Vesteuropa. Det står en statue af zaren ved siden af fyrtårnet. Pillau fik købstadsrettigheder i 1725.
Under Syvårskrigen blev byen indtaget af russiske styrker, som byggede en lille ortodoks kirke. En rytterstatue af kejserinde Elisabeth blev rejst i 2004 som minde for denne kirke. I juni 1807 blev Pillau stormet af Napoleons arme. Efter 1871 blev byen en del af Preussen, som forstærkede fæstningen.
I 1901 blev Königsbergkanalen åbnet mellem Pillau og Königsberg. Kanalen, som kostede 13 millioner mark at bygge, gjorde det muligt for fartøjer med dybde op til 21 fod (6,4 meter), som tidligere måtte losses i Pillau, at kunne sejle helt op til Østpreussens hovedstad. Dette medførte en kraftig nedgang for Pillaus økonomi.
Under 2. verdenskrig lå der et træningscenter for ubåde i Pillau og byen havde en stærk militær tilstedeværelse. Det er anslået at over 450.000 personer blev evakueret fra Pillau til de mere sikre områder længere mod vest i Tyskland i løbet af de sidste krigsmåneder. Byen var også udgangspunkt for flygtninge som valgte landevejen vestover. Ruten gik over isen på det smalle sund mod Wisłanæs. Efter voldsomme kampe kapitulerede Pillau 25. april 1945 som den sidste østpreussiske by. Byen blev annekteret af Sovjetunionen og russificeret under navnet Baltijsk. I 1947 var alle tyske indbyggere enten forvist eller deporteret. Befolkningen blev erstattet af russere.
I 1952 oprettede de sovjetiske myndigheder en flådestation for Østersøflåden i Baltijsk. Byen blev herefter betegnet som en lukket by og indrejse for alle udlændinge uden speciel tilladelse var ulovlig. Under den kolde krig havde byen desuden en flyvestation. Denne blev lukket i 1990'erne.

## Økonomi og næringsliv
Baltijsk og Kronstadt danner rammerne om den russiske Østersøflådes to flådestationer. I Baltijsk er har flådestationen været omdrejningspunktet for byen som derefter er opbygget om rundt om denne. Byen har også en vigtig færgeterminal med ruter til St. Petersborg og Tyskland. Baltijsk er sammen med Kaliningrad den eneste russiske Østersøhavn som er isfri hele året.